# III. třída okresu Příbram
III. třída okresu Příbram patří společně s ostatními třetími třídami mezi deváté nejvyšší fotbalové soutěže v Česku. Je řízena Okresním fotbalovým svazem Příbram. Hraje se každý rok od léta do jara se zimní přestávkou. Hraje se ve dvou skupinách (označených A a B), každá skupina má 14 účastníků (celkem tedy 28 týmů) z okresu Příbram, každý s každým hraje jednou na domácím hřišti a jednou na hřišti soupeře. Celkem se tedy hraje 24 kol. Vítěz každé ze skupin postupuje do II. třídy okresu Příbram.

## Vítězové

### III. třída okresu Příbram skupina A
| Ročník    | Vítězný tým                 |
| --------- | --------------------------- |
| 2003/2004 | TJ Slavoj Obecnice          |
| 2004/2005 | FK Sparta Luhy              |
| 2005/2006 | TJ Sokol Dolní Hbity        |
| 2006/2007 | TJ Sokol Milín - Ligmet „B“ |
| 2007/2008 | Sokol Rosovice              |
| 2008/2009 | FK Sparta Luhy              |
| 2009/2010 | TJ Slavoj Obecnice          |
| 2010/2011 | SK Jince 1921               |
| 2011/2012 | TJ Sokol Pičín              |
| 2012/2013 | FK Sparta Luhy              |
| 2013/2014 | TJ Sokol Trhové Dušníky     |
| 2014/2015 | SK Litavan Bohutín          |
| 2015/2016 | TJ Sokol Milín - Ligmet     |
| 2016/2017 | TJ Sokol Drahlín            |
| 2017/2018 | SK Třebsko                  |
| 2018/2019 |                             |

### III. třída okresu Příbram skupina B
| Ročník    | Vítězný tým            |
| --------- | ---------------------- |
| 2003/2004 | TJ Tatran Sedlčany „B“ |
| 2004/2005 | TJ Vltavan Borotice    |
| 2005/2006 | SK Nový Knín „B“       |
| 2006/2007 | TJ Sokol Jesenice      |
| 2007/2008 | TJ Vltavan Borotice    |
| 2008/2009 | TJ Vltavan Hřiměždice  |
| 2009/2010 | TJ Tatran Sedlčany „B“ |
| 2010/2011 | SK Nový Knín „B“       |
| 2011/2012 | TJ Prostřední Lhota    |
| 2012/2013 | Sokol Kosova Hora      |
| 2013/2014 | TJ Sokol Dublovice     |
| 2014/2015 | TJ Sokol Počepice      |
| 2015/2016 | TJ Vltavan Borotice    |
| 2016/2017 | Sokol Kosova Hora      |
| 2017/2018 | Sokol Kosova Hora      |
| 2018/2019 |                        |